# Tor qiaojiensis
Tor qiaojiensis es una especie de peces de la familia Cyprinidae en el orden de los Cypriniformes.

## Morfología
Los machos pueden llegar alcanzar los 22,7 cm de longitud total.

## Distribución geográfica
Se encuentra en la China.